# Fernando Navarro Fernández-Rodríguez
Fernando Navarro Fernández-Rodríguez (Madrid, 8 de junio de 1964) es un abogado, escritor y político español, diputado en el Congreso de los Diputados durante las XI y XII legislaturas. Es hermano de Carmen Navarro, tesorera del Partido Popular desde mayo de 2012.

## Biografía
Es licenciado en Derecho por la Universidad de Alcalá de Henares y máster por el Instituto de Empresa. Ha ocupado diversos cargos en la administración de las Islas Baleares, en la televisión autonómica y especialmente en el ámbito sanitario, en el que en 2013 fue nombrado gerente del Hospital de Inca, cargo del que fue destituido pocos meses después tras la polémica creada en torno al fallecimiento por tuberculosis del joven senegalés Alpha Pam.
Inicialmente militó en Unión Progreso y Democracia, partido por el que fue candidato a las elecciones al Parlamento de las Islas Baleares de 2011 (número 17 de la lista al Congreso), y luego pasó a formar parte de Ciudadanos, partido con el que fue cabeza de lista por las Islas Baleares y resultó elegido diputado tanto en las elecciones de 2015 como en las de 2016. Fue Portavoz de Ciudadanos en la Comisión de Fomento del Congreso de los Diputados y tuvo bastante repercusión en la Comisión de Sanidad.
Con el final de la XII legislatura de España, se convocaron Elecciones generales de España de abril de 2019 donde Albert Rivera y su equipo modificaron parte de las candidaturas a presentar, contando con miembros de otros partidos en las cabezas de lista como fue en el caso de las Islas Baleares, donde apostó por el ex Secretario de Estado de Turismo Joan Mesquida, yendo de número dos. Ciudadanos solo obtuvo un representante en esta provincia, por lo que no revalidó su acta de Diputado, teniendo con ello que dejar el Congreso. 
Pero en julio de 2019, el recién nombrado Vicepresidente de la Junta de Castilla y León, Francisco Igea, le reclamó para ser nombrado Viceconsejero de Transparencia y Calidad de los Servicios, sin tener ningún tipo de vínculo con Castilla y León en más de treinta años. Su nombramiento supuso que el sector más crítico con Albert Rivera se encuadrara en la misma región.

## Obra
Conocido en el mundo de los blogs de carácter político y de historia de las ideas con el pseudónimo Navarth, ha recopilado (principalmente en edición electrónica) varios volúmenes divulgativos publicados bajo su nombre, entre ellos:
- Episodios del Völkitsch, edición digital en LG, 2012.
- El patriota insufrible (junto a Belosticalle), edición digital en LG, 2013.
- IG Farben, edición digital en LG, 2014.
- Socialistas utópicos, prólogo de Juan Luis Calbarro, Palma de Mallorca: Los Papeles de Brighton, 2016.[16]